# 杨集镇 (阜宁县)
杨集镇是中国江苏省盐城市阜宁县下辖的一个镇。

## 行政区划
杨集镇下辖以下行政区：
兴杨居委会、马家荡居委会、荡东村、荡西村、樵农村、蟠龙村、振兴村、振业村、周邱村、角巷村、东兴村